# Isla Udo
Isla Udo (en coreano: 우도) es una isla que se encuentra en el noreste de Seongsan-ri, a 35 km de la costa, Jeju-si, Corea del Sur. Esta es la mayor de las islas incluidas en Jeju-si. Udo, literalmente, "Isla Vaca" en chino, tiene este nombre porque se parece a una vaca acostada. El conjunto de la Isla Udo es una meseta de lava y una llanura fértil, donde los principales productos agrícolas son la batata, el ajo y el maní. 
Isla Udo es uno de los lugares más visitados en Jeju-do. Alrededor de un millón de personas visitan la isla cada año.